# Paratemelia namibiella
Paratemelia namibiella là một loài bướm đêm thuộc họ Oecophoridae. Nó được tìm thấy ở Namibia.